# Tuvtjärnen (Jörns socken, Västerbotten)
Tuvtjärnen är en sjö i Skellefteå kommun i Västerbotten och ingår i Byskeälvens huvudavrinningsområde.